# Бруно Дуарте да Сільва
Бруно Дуарте да Сільва або просто Бруно (порт.-браз. Bruno Duarte da Silva, нар. 24 березня 1996, Сан-Паулу, Бразилія) — бразильський футболіст, нападник клубу «Гімараєш».

## Життєпис
Народився в Сан-Паулу, вихованець місцевих футбольних академій однойменного клубу та «Палмейраса». В сотанньому з вище вказаних клубів виступав разом з Габріелом Жезусом. У 2016 році перейшов у «Португезу Деспортос», в складі якої того сезону відіграв 6 матчів у Серії D. Наступного сезону Бруно відіграв 6 поєдинків та відзначився 1 голом. У 2017 році виступав лише в Лізі Пауліста, в якій провів 4 поєдинки.
У середині липня 2018 року перейшов до новачка УПЛ, ФК «Львів», з яким підписав 3-річний контракт. Дебютував у складі «городян» 22 липня 2018 року в переможному (2:0) виїзному поєдинку 1-о туру УПЛ проти київського «Арсеналу». Бруно вийшов на поле в стартовому складі, а на 65-й хвилині його замінив Жуліо Сезар.

## Титули і досягнення
- Чемпіон Сербії (1):

«Црвена Звезда»: 2024-25
- Володар Кубка Сербії (1):

«Црвена Звезда»: 2024-25